# Shared Source Common Language Infrastructure
Shared Source Common Language Infrastructure (SSCLI; рус. Общая языковая инфраструктура с общим исходным кодом), 
ранее носившая кодовое название Ротор, является реализацией фирмы Microsoft с общим исходным кодом, реализация общей языковой инфраструктуры (англ. Common Language Infrastructure сокращённо CLI), ядра .NET. Хотя SSCLI не подходит для коммерческого использования из-за своей лицензии, он позволяет программистам изучить детали реализации многих библиотек .NET и создавать модифицированные версии CLI. Microsoft предоставляет CLI с общим исходным кодом в качестве эталонной реализации интерфейса командной строки, подходящей для использования в образовательных целях.

## История
Начиная с 2001 года фирма Microsoft объявила о выпуске части исходного кода инфраструктуры .NET Framework в Shared source через ECMA как часть процесса стандартизации C# и CLI.
В марте 2002 года Microsoft выпустила версию 1.0 Общей языковой инфраструктуры с общим исходным кодом, также называемой Ротор. Интерфейс командной строки с общим исходным кодом изначально был предварительно настроен для работы в Windows, но также мог быть построен на FreeBSD (версия 4.7 или новее) и Mac OS X 10.2. Он был разработан таким образом, что единственное, что нужно было настроить для переноса CLI с общим исходным кодом на другую платформу, - это тонкий уровень абстракции платформы (англ. Platform Abstraction Layer сокращённо PAL).
Последняя версия SSCLI 2.0 была выпущена в марте 2006 года и содержит большинство классов и функций версии 2.0 .NET Framework. SSCLI 2.0 можно загрузить прямо из Microsoft, и для его компиляции требуются Perl и Visual Studio 2005, работающие в Windows XP SP2. Microsoft не обновляла исходный код и требования к сборке с 2006 года. Даже Microsoft MVPs, важная часть экосистемы сообщества Microsoft, жаловалась на отсутствие поддержки других версий Visual Studio и операционных систем. Однако неофициальный патч для Visual Studio 2008 был предоставлен сотрудником Microsoft в блоге MSDN, а другой для Visual Studio 2010 был выпущен сообществом.

## Лицензия
Интерфейс командной строки с общим исходным кодом использует несвободную лицензию Microsoft SSCLI. Эта лицензия позволяет изменять и распространять код для личного или академического использования, но они не могут использоваться для коммерческих продуктов.

## Внешние ссылки
- Shared Source Common Language Infrastructure 1.0 Release: Проект Shared Source Common Language Infrastructure на сайте GitHub
- Shared Source Common Language Infrastructure 2.0 Release: Проект Shared Source Common Language Infrastructure на сайте GitHub
- Введение в интерфейс командной строки (CLI) с общим исходным кодом